# Розьер, Франсуа
Франсуа Розьер (фр. François de Rosières; 1534—1607) — французский писатель.

## Биография
В интересах принцев Лотарингских написал знаменитое в своё время генеалогическое сочинение «Stemmata Lotharingiae ас Barri ducum» (1580), где доказывал, что Гизы, происходя по прямой линии от Карла Великого, имеют большие права на престол, чем Валуа. Книга, основанная на подложных документах, была сожжена, а автор заключён в Бастилию. Розьер написал ещё: «Sommaire-recueil des vertus morales intellectuelles et théologales» (1571), «Politique» (1574) и др.